# 千葉市立千葉高等学校
千葉市立千葉高等学校（ちばしりつ ちばこうとうがっこう）は、千葉県千葉市稲毛区小仲台九丁目にある市立高等学校。
通称は「市千葉」（いちちば）もしくは「市立千葉」（いちりつちば）、俗に「ICH」(Ichiritsu Chiba High schoolの略)も用いられる。
文部科学省SSH（スーパーサイエンス・ハイスクール）科学技術人材育成重点校。科学技術振興機構SPP（サイエンス・パートナーシップ・プログラム）指定校。千葉サイエンススクールネット（SS-net）参加校。

## 設置学科
- 全日制課程
  - 普通科（7クラス）
  - 理数科（1クラス）

## 概要
1959年、千葉市の人口増加に伴う生徒数増加に対応するため千葉市議会において設置が検討され、「千葉市の工業化が進むにつれ、人口の急激な増加と教育的関心の飛躍的な向上を招来し、一方戦後の生徒増加現象が見られたので、新しい国家社会に形成する有為な青年を育成するため、新都市にふさわしい千葉市民の教育機関として設立される。（設立趣旨より）」として設置された。以降、千葉市唯一の市立高校として教育活動を展開してきたが、1979年に後に外国語教育に特化することになる千葉市立稲毛高等学校が開校すると千葉市立千葉高等学校に改称し理数特化型の教育課程に転換することとなった。
2002年度には文部科学省からスーパーサイエンスハイスクール指定を受けた。その後、2004年度に策定された「千葉市立高等学校改革基本方針」に基づき、理数教育を軸とした制度改革が行われることとなった。その一環として同校では単位制（生徒自身が必修科目とは別に設けられる選択・研究科目の中から受講科目を任意に選択する制度）の導入と老朽化した校舎の改築が行われることとなり、2005年度には旧幕張東高校の幕張仮校舎に移転した。
2007年度より単位制課程の導入と同時に時限数確保のための45分7限授業が始まり、創立50周年を迎える2008年には小仲台新校舎に移転した。
2012年度に再びスーパーサイエンスハイスクールに指定された事を受け、2013年度より普通科にSSHコースが設置された。
2015年度より、授業時間確保のため全学年で50分7限授業が開始された。
現在では、スーパーサイエンスハイスクールの経験を生かして「先端科学講座」「Cross Over Science」「SS-Mathematics」などの専門教科科目が設置されている他、文理を問わず多種多様な講座が開講されている。

## 校訓・教育方針

### 校訓
強く・明るく・より高く

#### 教育方針
- 生徒一人一人が人間としての在り方・生き方についての自覚を深めるとともに他人の人格を尊重する態度を育成する。
- 国家社会の有為な形成者となることを目指し、国際的視野に立って諸々の事象を判断し、その行に責任をもつ態度を育成する。
- 社会の変化に主体的に対応できる知識技術を身につけ、これらを実践に移す積極的な態度を育成する。
- 心身の健全な発達を図り、生涯にわたって努力する勤勉な学習態度を育成する。

#### 努力目標
- 各教科の指導内容を充実させ、基礎・基本の学力の定着と個々の適正の伸張を図り、自己教育力の育成を図る。
- 特別活動を通じ、集団の一員としてのよりよき生活習慣を身につけさせるとともに、個々に応じた能力の育成を図る。
- 生徒理解の考えを基本として、自主性を伸ばす生徒指導を推進し、誠実でたくましい心豊かな国際人の育成を図る。

## 学業

### 普通科
1年次から英語科において少人数授業を取り入れている。
2年次からは理数教育に特化した普通科SSHコースが設置され、SS-課題研究などの科目が設置される。一方、普通科一般コースでは古典・数学の少人数授業の他、研究科目の授業や選択科目制により各自の進路設計に対応する。
3年次からはⅠ類型（文系）とⅡ類型・Ⅲ類型（理系）の3つの類型に分かれることになり、時程の大半が研究・選択科目となる。
英語表現及び一部の理科の授業は教科担任と外国人講師によるチームティーチングとなっている。
1年次から「シラバス」や「進路の参考資料」が配布され、校外模試が行われる。また全学年で希望者対象の通年補習及び夏期補習が開講される。また、普通科においても一部のSPPプログラムやSSH講座等を受講することができるほか、1年次の夏季休業中には普通科全員に理科課題研究が課される。

### 理数科
同校には普通科とは別に理数科が1クラス設置されており、卒業生の多くが理数系の大学へと進学している。普通科との違いは、理科と数学の授業数が多いことと、千葉県内全域から募集をしている点、そして先端科学講座・COSなどの独自科目が設置されていることなどである。また、数学と理科の授業は少人数制がとられている。
修学旅行の内容も普通科と異なり、1年目は伊豆大島での野外実習を、2年目は放射線医学総合研究所の見学や、アメリカ合衆国での科学技術研修（SS-Field Study）などを行う。
さらに、文部科学省の推進するサイエンス・パートナーシップ・プロジェクト（以下SPP）にも指定されていることから、事業の一環として、希望参加制の校外研修や、近隣大学での実験・講義なども年に何度か行われている。また、この校外研修は宿泊費・交通費等は文部科学省負担なので参加者は少ない費用で最先端の科学技術や、自然科学を学ぶことが出来る。（この研修には普通科生徒が参加できるものもある。）その他、博物館研修も行われる。このような点でも理数科は日常の授業以外においても理数系に特化した教育を受けているといえる。
なお、理数系に特化した学科ではあるが3年次には文系科目の選択にも対応しており、柔軟な進路設計を可能にしている。
また、普通科同様に1年次から「シラバス」や「進路の参考資料」が配布され、校外模試や希望者対象の通年補習及び夏期補習も行われる。

## SSHの取り組み

### 研究開発コンセプト
『 Ｓ･Ｉｎ･Ｃ－Ａ （シンカ）』　Science，International, Curriculum-ACADEMY
～科学をより身近に，目標をより高く～

### 具体的取組

#### クロスカリキュラム
全生徒を対象に、理数科目と他の科目をクロスオーバーさせ、複数科目担当教員によるチームティーチングが行われる。例えば「土佐日記：月の満ち欠けについて（古典×地学）」「アクリル絵の具とアクリル樹脂（美術×化学）」「複利法と数列（政治経済×数学）」などといった内容で、これは教科間の有機的接続と科学的観点の育成を目指すものである。

#### 外部機関連携講座
生徒の科学的な好奇心・探究心および国際性が育まれる様な進化・発展的な形態を構築することを目指し、校内に外部講師を招聘して講座を開講したり校外での講座に参加できたりする体制を整えている。また、毎年夏休みには宿泊体験型の「SS-Science Camp」が行われ、研究機関の見学や実習などを行う。

#### Chiba City Science Networks　（CCSN）
千葉市が推進する「科学都市・ちば」の実現に向けて千葉市科学館・千葉大学・千葉市動物公園などとの連携を強め、理数教育の充実を図る取り組み。
毎年夏休みの時期にはこの一環として、千葉都市モノレールと連携してアーバンフライヤー車内に1年普通科生徒の研究レポート及び学校紹介を掲示した”市千葉号”の運行やモノレール千葉駅構内での生徒作品展示などを行っている。

#### Chiba Cross School Science Festival（CCSS-Fes）
年1回行われる同校主催事業で、千葉市内の小学生・中学生・高校生によってポスターセッション形式で行われる研究発表会。研究機関から審査員を招き、研究に対する審査とアドバイスが行われる。

#### Chiba Cross School Science Forum（CCSS-Forum）
年1回行われる同校主催事業で、千葉市内の中学生・高校生がプレゼンテーション形式で研究発表を行う。CCSS-Fes同様に審査員による審査が行われる。

## 千葉大学との連携
2、3年の生徒の希望者の中で校内選抜を通過した生徒は、千葉大学の講義の一部を受講することができる。この千葉大学による高校生への講義の開放を「ホック "HOC(High School On Campus)"」という。この制度は、平成13年に千葉大学と同校との間で交わされた教育連携に関する協定によるものである。希望者は放課後に千葉大学へ移動し講義を受けることになり、聴講した講義は高校の卒業単位として認定される。
2016年には千葉大学工学部と高大接続事業に関する協定を締結し、相互協力体制が強化された。

## 施設
2008年までの改築事業により小仲台新校舎が完成した。新校舎にはＰＴＡの活動により体育施設以外の全室に空調設備が設置されている。
全館を通して大きな窓と吹き抜けが特徴で、採光・通風を意識した設計となっている。屋上には太陽光発電設備と雨水再生利用設備が設置され、校内のトイレ洗浄水には再生水が利用される仕組みとなっている。これら設備の稼働状況は１階ロビーの液晶ディスプレイにリアルタイムで表示される。また、校内の多くの壁面には展示レールと簡易照明が整備され簡単な展示を行うこともできる。
南門から本館に続く坂は通称「市立坂」と呼ばれ、高台に位置する同校のシンボルとなっている。本館と下グラウンドをつなぐウッドデッキには千葉市のシンボルツリーであるケヤキが植えられ、通称「ケヤキ広場」と呼ばれる。
また、普通教室棟の中庭にはウッドデッキとベンチが整備されている。体育館ステージには舞台照明・音響設備も設置されている。
特別教室の設備も充実しており、7室ある理科教室と社会科教室には2台の大型モニタが設置され、AV設備完備の80人収容の視聴覚室・320人収容のホールも整備されている。
また、単位制導入による講座数増加に対応するため、国語科・数学科・英語科にはそれぞれ20人収容の講義室、そのほか30～80人収容のゼミ室が6つ設置されている。
体育設備では上下グラウンド・テニスコート・プールなどの屋外施設にはナイター設備が整備され、体育棟にはトレーニング室も完備されている。

## 沿革
- 1959年2月6日 - 臨時市議会で、千葉県千葉市立高等学校の設置を可決。
- 1959年2月18日 - 千葉県教育委員会から設置を認可される。
- 1959年4月1日 - 千葉県千葉市立高等学校として開校。
- 1959年4月8日 - 第1回入学式挙行、市立小中台中学校舎の一部を仮校舎として授業開始。
- 1959年4月19日 - PTA創立総会。
- 1959年5月8日 - 第1回創立記念式典挙行。
- 1962年3月14日 - 同窓会発会式。
- 1963年5月8日 - 第5回創立記念日に、PTA・職員・生徒代表により記念植樹。
- 1964年4月1日 - 千葉市立高等学校と改称。理数科が新設される。
- 1965年1月16日 - 校歌制定。(作詞:神保光太郎 作曲:清水 脩)
- 1971年3月20日 - カナダのCarson Graham高校と交歓植樹。
- 1975年 - 学校群制度導入。県立千葉、千葉女子、千葉東、千葉南と共に第1学校群に属す。
- 1978年 - 単独選抜制に改められる。
- 1979年4月1日 - 千葉市立千葉高等学校と改称。<この年に設置された千葉市立稲毛高等学校と区別するため>
- 1997年7月22日 - 文部省より「光ファイバー網による学校ネットワーク活用方法研究開発事業」の実践研究校の指定を受ける。
- 1999年1月 - 「光ファイバー網による学校ネットワーク活用方法研究開発事業」の開始。
- 1999年5月8日 - 創立40周年。
- 2000年3月20日 - 理数科2年生、アメリカ合衆国における海外科学技術研修（第1回）実施。（3/31まで）
- 2001年3月9日 - 「千葉市立千葉高等学校と千葉大学との間における連帯教育に関する協定」締結。
- 2001年3月31日 - 「光ファイバー網による学校ネットワーク活用方法研究開発事業」のとりまとめ。
- 2001年4月24日 - 千葉市より「千葉市新教育課程推進モデル校設置事業」の実践研究校の指定 。
- 2002年 -  千葉大学との連携教育（HOC）が開始。
- 2002年3月31日 - 「千葉市新教育課程推進モデル校設置事業」のとりまとめ。
- 2002年5月23日 - 文部科学省よりスーパーサイエンスハイスクールの実践研究校に指定される。（第1期：2005年度まで）
- 2004年 - 「千葉市立高等学校改革基本方針」策定。2学期制開始。
- 2005年4月1日 - 普通科1学級減。文部科学省より「スーパーサイエンスハイスクール」研究開発校として、期間を2年継続の指定を受ける。校舎建て替えに伴い幕張仮校舎に移転。
- 2007年4月1日 - 単位制、45分7限授業を導入。独立行政法人科学技術振興機構から千葉市教育委員会が「サイエンス・パートナーシップ・プロジェクト」プランCの採択を受け、本校で研究開発を実施。
- 2008年4月1日 - 小仲台新校舎に移転。
- 2009年5月8日 - 創立50周年。
- 2012年4月1日 -  文部科学省より再びスーパーサイエンスハイスクールに指定される。（第2期：2016年度まで）
- 2015年4月1日 - 50分7限授業を導入。
- 2017年4月1日 -  文部科学省より再びスーパーサイエンスハイスクールに指定される。（第3期：2021年度まで）

## 年間行事
- 4月  前期始業式、入学式、対面式・離任式、オリエンテーション、1年生健康診断、進路希望調査
- 5月  創立記念日、理数科1年生伊豆大島野外実習、理数科2年生放医研研修、陸上競技大会
- 6月  前期中間考査
- 7月  夾竹桃祭、夏期補習（第1期）
- 8月  SS-Science Camp、夏期補習（第2期）
- 9月  前期末考査、球技大会、前期終業式、芸術鑑賞会
- 10月　後期始業式、1、2年生科目選択ガイダンス、普通科1年生校外学習（鎌倉）、普通科2年生修学旅行（京都・奈良方面）、理数科1年生校外学習、理数科2年生海外科学技術研修、普通科3年生校外学習（東京・横浜方面）、大学出前授業（1年生）
- 11月 理数科2年生校外学習、大学出前授業（1年生）
- 12月 後期中間考査
- 2月 1、2年生マラソン大会、1、2年生校外模試
- 3月 卒業式、1、2年生学年末考査、1、2年生合唱コンクール、身体測定、後期終業式

## 部活動・同好会
部活動加入率は95％を超える。

### 運動系部活動
- 陸上
- バレーボール
- 野球
- ソフトテニス
- バスケットボール
- サッカー
- ソフトボール
- バドミントン
- 卓球
- 柔道
- 剣道
- 山岳
- 水泳
- 弓道
- 硬式テニス
- ダンス・・・『春の日本高校ダンス部選手権』において、2018年優秀賞

### 文化系部活動
- 文学
- 物理化学
- 生物
- 地学
- 美術
- 書道
- 合唱
- 吹奏楽
- 写真
- 演劇
- 茶道
- 華道
- 料理
- パソコン

### 同好会
- 棋道
- アニメーション
- 軽音楽
- 視聴覚特別委員会

## 交通
- JR総武線稲毛駅より徒歩15分。（東口から京成バス「京成団地」行：「市立高校」下車1分）

## 著名な卒業生
- 青柳隆志 - 日本文学者、東京成徳大学人文学部教授、声優 （ディズニーキャラクター、ミッキーマウスの専属声優）
- 阿部達郎（マイケル・エイブ） - 俳優、ダンサー
- 諏訪亜紀 - 環境学者、京都女子大学教授
- 石井力 - フリーアナウンサー（元千葉テレビ放送・日本大学芸術学部卒）
- 岩田忠久 - 化学者（高分子材料学）、東京大学教授
- カトリーヌあやこ - 漫画家、イラストレーター
- 川端裕人 - 作家 （サントリー新人賞受賞、東京大学教養学部卒）
- 久保庭良太 - サッカー選手
- 佐藤祥 - サッカー選手
- 沢野ひとし - イラストレーター、エッセイスト
- 椎名誠 - 作家、エッセイスト、写真家、映画監督
- 永島敏行 - 俳優
- 似鳥鶏 - 作家
- 檜木萌 - タレント
- ヒダカトオル - ミュージシャン （BEAT CRUSADERS）
- 萩原和樹 - 作曲家
- 浜崎正樹 - アナウンサー（福岡放送）
- 福岡伸一 - 青山学院大学教授、生物学者
- 藤代冥砂 - 写真家
- 真辺将之 - 歴史学者、早稲田大学文学学術院教授
- マグナム小林 - ヴァイオリン漫談
- 米澤淳司 - サッカー選手

## エピソード
- 同校出身者の椎名誠の著書『麦の道』の舞台になったことで知られる。また、同氏は著書『哀愁の街に霧が降るのだ』冒頭部にて同校を”俺の行った千葉市立高校は今でこそ東大現役合格なんて生徒もいるようだが、当時は新設高校で各中学校の不良＆落ちこぼれが集まる吹き溜まりのような高校だった”と回想している。
- 似鳥鶏の「市立高校シリーズ」の舞台となっている高校であるとされるが、小仲台旧校舎がモデルとなっており現在の校舎とは特徴が大きく異なる。
- 所属学年を《○期》とカウントせず、《ICH'○》（○は入学年度の西暦下二ケタ）とカウントする。学年色は多くの高校と同様に3色がローテーションされるが、ジャージの胸元や体操服背面に大きく所属学年がプリントされるため、同色のものでも入学年度によってデザインが異なる。
- 敷地は第二次世界大戦ごろまで旧陸軍高射学校の敷地として使用されており、旧校舎時代には防空壕等の地下施設の一部が残存しているともいわれていた。また、旧校舎の建設は十分な地盤形成が行われない突貫工事であったともいわれ、旧校舎時代末期には壁面の亀裂や雨漏りに加え校舎自体の傾きも発生していたことから、新校舎の工事は3年間をかけ地盤造成を伴う大規模なものになった。また、旧校舎の合宿施設は啐啄寮（さいたくりょう）と呼ばれていた。
- 2002年の第1期SSH指定以前から先進的な理数教育が行われており、伝統的に生物科の授業ではショウジョウバエの飼育交配の実習が行われることが近隣地域で有名である。
- 現在の単位制に移行する以前は体育科から「体育手帳」が発行され、かなり高度な「市立体育」と呼ばれる体育指導が行われていた。現在ではごく一部の体育科講座で独自の「市立体操」が指導されるのみである。